# Lijst van oorlogsmonumenten in Baarn
De Nederlandse gemeente Baarn heeft 9 oorlogsmonumenten. Hieronder een overzicht.
| Nr.  | Object                                                   | Herdachte groep | Ontwerper                    | Onthulling | Type            | Locatie                          | Plaats | Coördinaten                   | Foto                                        |
| ---- | -------------------------------------------------------- | --- | ---------------------------- | ---------- | --------------- | -------------------------------- | ------ | ----------------------------- | ------------------------------------------- |
| 681  | Bevrijdingsmonument                                      | algemeen, militairen in dienst van het Ned. Kon. 1940-1945, burgerslachtoffers Nederland en Ned. Indië, vervolgden Nederland, verzet Nederland | Ir. Daniël Horn (26-04-1903) | 3 mei 1947 | plaquette       | Stationsplein, 3743 KK           | Baarn  | 52° 12' 31" NB, 5° 16' 59" OL | Meer afbeeldingen                           |
| 2054 | De Marinier                                              | militairen in dienst van het Ned. Kon. 1940-1945, verzet Nederland                                                                             | Annie Roland Holst           |            | beeld/sculptuur | Gerrit van der Veenlaan, 3743 DN | Baarn  | 52° 12' 35" NB, 5° 16' 34" OL | De Marinier                                 |
| 2087 | Monument voor Ernst van Kempen                           | verzet Nederland |                              |            | kruis           | Julianalaan 11, 3743 JG          | Baarn  | 52° 12' 19" NB, 5° 16' 42" OL | Monument voor Ernst van Kempen              |
|      | Grafmonument Ernst Richard van Kempen                    | verzet Nederland |                              |            | graf            | R.K.begraafplaats                | Baarn  | 52° 12' 54" NB, 5° 17' 43" OL | Grafmonument Ernst Richard van Kempen       |
|      | Grafmonument Jack Cornelis Arentsen                      | militairen in dienst van het Ned. Kon. na 1945                                                                                                 |                              |            | graf            | R.K. begraafplaats               | Baarn  | 52° 12' 56" NB, 5° 17' 44" OL | Grafmonument Jack Cornelis Arentsen         |
|      | Grafmonument Esmée van Eeghen en David Hendrik v. Eeghen | verzet Nederland / Engelandvaarder |                              |            | graf            | begraafplaats Wijkamperlaan 71   | Baarn  | 52° 12' 10" NB, 5° 17' 31" OL | Meer afbeeldingen                           |
|      | Grafmonument Leendert Johannes Beerschooten              | militairen in dienst van het Ned. Kon. 1940-1945                                                                                               |                              |            | graf            | begraafplaats Wijkamperlaan 71   | Baarn  | 52° 12' 10" NB, 5° 17' 34" OL | Grafmonument Leendert Johannes Beerschooten |
|      | Grafmonument Seerp Postma                                | engelandvaarder |                              |            | graf            | begraafplaats Wijkamperlaan 71   | Baarn  | 52° 12' 9" NB, 5° 17' 31" OL  | Grafmonument Seerp Postma                   |
|      | Joods monument                                           | Joodse inwoners van Baarn |                              |            | plaquette       | Stationsplein                    | Baarn  | 52° 12' 31" NB, 5° 16' 57" OL | Meer afbeeldingen                           |

Amersfoort ·
Baarn ·
Bunnik ·
Bunschoten ·
De Bilt ·
De Ronde Venen ·
Eemnes ·
Houten ·
IJsselstein ·
Leusden ·
Lopik ·
Montfoort ·
Nieuwegein ·
Oudewater ·
Renswoude ·
Rhenen ·
Soest ·
Stichtse Vecht ·
Utrecht ·
Utrechtse Heuvelrug ·
Veenendaal ·
Vijfheerenlanden ·
Wijk bij Duurstede ·
Woerden ·
Woudenberg ·
Zeist